# Karel Vorovka starší
Karel Vorovka starší (7. října 1842 Praha – 24. září 1914 tamtéž, pseudonym Novohorský, K.) byl český historik a filolog, mj. autor mnoha čítanek (Čítanky pro ústavy učitelské, Květnice mládeže českoslovanké) a učebnic pro mládež (Stručné dějiny národa českého) a jiných publikací (Vzorný dopisovatel : návod ke skládání všelikých listův a listin s hojnou sbírkou rozmanitých vzorů; slovník Abecední vyhledavač slov českých i cizích : slovník slov cizojazyčných s jejich českými významy, jakož i slov českých v příčině jejich pravopisu, ohýbání i správného užívání (1894)) otec matematika Karla Vorovky ml. Souborný katalog ČR eviduje k dotazu „Karel Vorovka 1842-1914“ 138 výsledků.
Zemřel roku 1914 a byl pohřben na Olšanských hřbitovech.